# Supercoupe de Belgique de football 2023
 (juillet 2023).
Si vous disposez d'ouvrages ou d'articles de référence ou si vous connaissez des sites web de qualité traitant du thème abordé ici, merci de compléter l'article en donnant les références utiles à sa vérifiabilité et en les liant à la section « Notes et références ».
La Supercoupe de Belgique 2023 est un match de football qui a lieu le 23 juillet 2023 entre le Royal Antwerp FC, le vainqueur du Championnat de Belgique de football 2022-2023, et KV Malines, le finaliste de la Coupe de Belgique de football 2022-2023.

## Match

### Détails
| 23 juillet 2023 | Royal Antwerp FC                                                                     | 1 - 1             | KV Malines                                                                   | Bosuilstadion, Anvers                                |                                                      |
| 18h00 (UTC+2)   | Balikwisha 39e                                                                       | (1 - 0)           | 79e (csc) De Laet                                                            | Arbitrage : Lawrence Visser Arbitre vidéo : Bert Put | Arbitrage : Lawrence Visser Arbitre vidéo : Bert Put |
| 18h00 (UTC+2)   | [ Rapport]                                                                           |                   |                                                                              | Arbitrage : Lawrence Visser Arbitre vidéo : Bert Put | Arbitrage : Lawrence Visser Arbitre vidéo : Bert Put |
| 18h00 (UTC+2)   | Vines · Ilenikhena · Van Den Bosch · Vermeeren · Alderweireld · ---- · Butez · Scott | Tirs au but 5 - 4 | Schoofs · Mrabti · Vanlerberghe · Lauberbach · Storm · ---- · Ngoy · Lavalée | Arbitrage : Lawrence Visser Arbitre vidéo : Bert Put | Arbitrage : Lawrence Visser Arbitre vidéo : Bert Put |

| Royal Antwerp FC : |    |                            |
|                    |    |                            |
| Gardien de but     | 1  | Jean Butez                 |
| D                  | 23 | Toby Alderweireld          |
| D                  | 2  | Ritchie De Laet            |
| D                  | 22 | Gastón Ávila 69e           |
| M                  | 34 | Jelle Bataille             |
| M                  | 48 | Arthur Vermeeren           |
| M                  | 17 | Jacob Ondrejka 86e         |
| M                  | 8  | Alhassan Yusuf 55e         |
| A                  | 7  | Gyrano Kerk 58e 71e        |
| A                  | 10 | Michel-Ange Balikwisha 86e |
| A                  | 11 | Arbnor Muja 86e            |
| Remplaçants :      |    |                            |
| A                  | 9  | George Ilenikhena 86e      |
| D                  | 21 | Sam Vines 71e              |
| M                  | 32 | Christopher Scott 86e      |
| M                  | 33 | Zeno Van Den Bosch 86e     |
| M                  | 55 | Anthony Valencia           |
| Gardien de but     | 91 | Senne Lammens              |
| Coach:             |    |                            |
| Mark Van Bommel    |    |                            |

| KAA La Gantoise :   |    |                            |
|                     |    |                            |
| Gardien de but      | 33 | Davy Roef                  |
| D                   | 5  | Michael Ngadeu-Ngadjui 52e |
| D                   | 25 | Nurio Fortuna 90+2e        |
| D                   | 21 | Andreas Hanche-Olsen 76e   |
| D                   | 14 | Alessio Castro-Montes 46e  |
| D                   | 2  | Joseph Okumu               |
| M                   | 24 | Sven Kums 90+5e            |
| M                   | 17 | Andrew Hjulsager 84e       |
| M                   | 18 | Matisse Samoise 90+4e      |
| A                   | 34 | Tarik Tissoudali           |
| A                   | 11 | Hugo Cuypers               |
| Remplaçants :       |    |                            |
| A                   | 9  | Darko Lemajić 84e          |
| A                   | 12 | Noah De Ridder             |
| D                   | 22 | Sulayman Marreh 46e        |
| M                   | 23 | Malick Fofana 90+5e        |
| M                   | 28 | Robbie Van Hauter          |
| Gardien de but      | 30 | Celestin De Schrevel 75e   |
| D                   | 31 | Bruno Godeau               |
| Coach:              |    |                            |
| Hein Vanhaezebrouck |    |                            |